# Mohammad Sanad
Mohamed Hisham Sanad (født 16. januar 1991) er en egyptisk håndboldspiller.
Han repræsenterede Egypten under sommer-OL 2016 i Rio de Janeiro, hvor han sluttede på niendepladsen med det egyptiske landshold.